# Mina podziemna

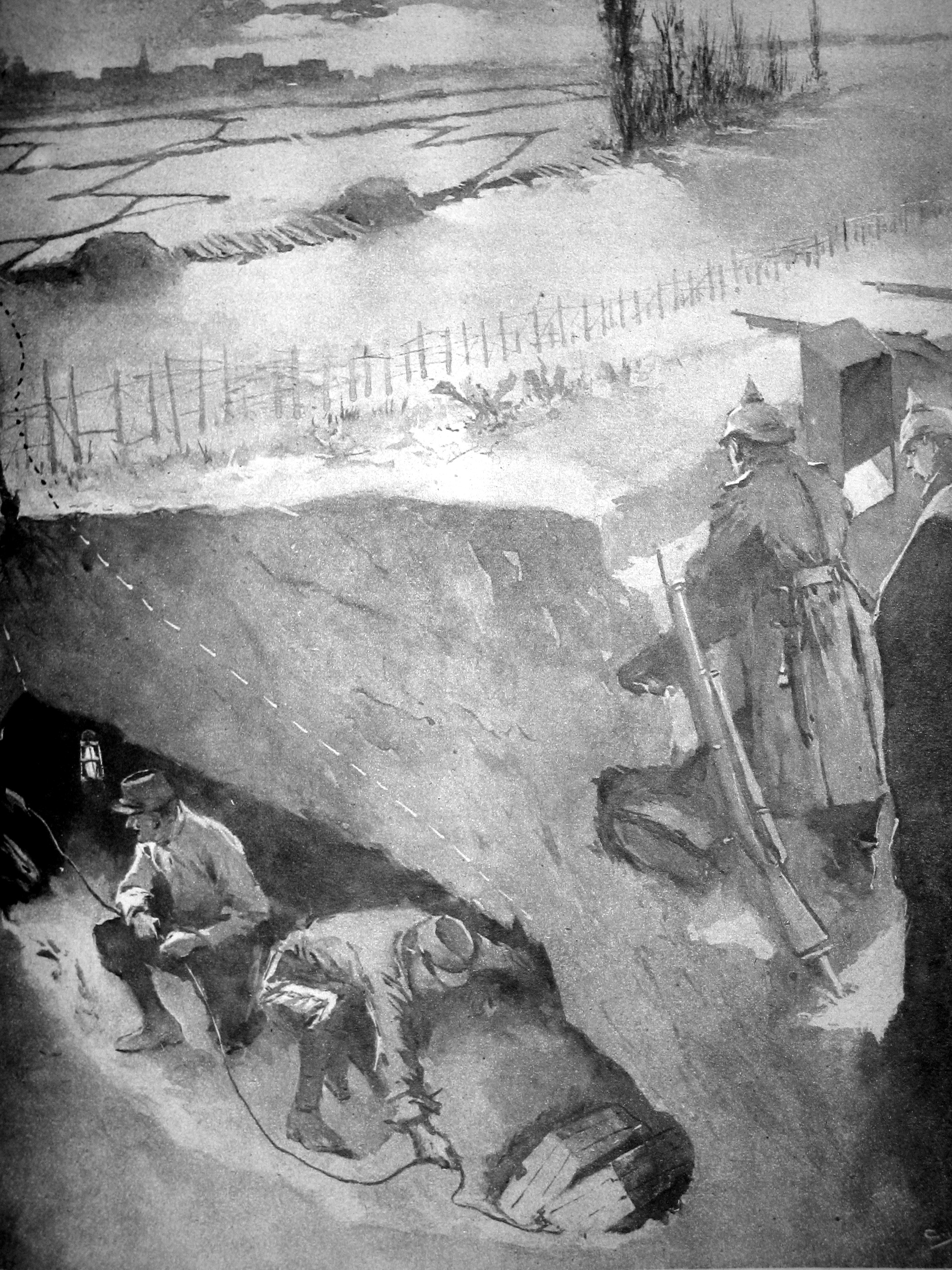
Żołnierze francuscy podkładający minę podziemną pod stanowiskami niemieckimi (I wojna światowa)

Mina podziemna (piec prochowy) – mina stosowana dawniej w walce podziemno-minerskiej, umieszczana w komorze podziemno-minerskiej. 
W zależności od wielkości ładunku wybuchowego i efektu działania wybuchu rozróżnia się:
- miny zwykłe,
- miny przeładowane,
- miny niedoładowane (miny głuche).